# Трамвай в Индии
Первые трамвайные системы в Индии были созданы в конце XIX века. Конка была введена в эксплуатацию в Калькутте в 1873 году. Первые электрические трамваи появились в Ченнаи в 1895 году, позже системы появились в Мумбаи, Канпуре и Дели. В период с 1933 по 1964 год они были закрыты во всех индийских городах, кроме Калькутты.

## Калькутта

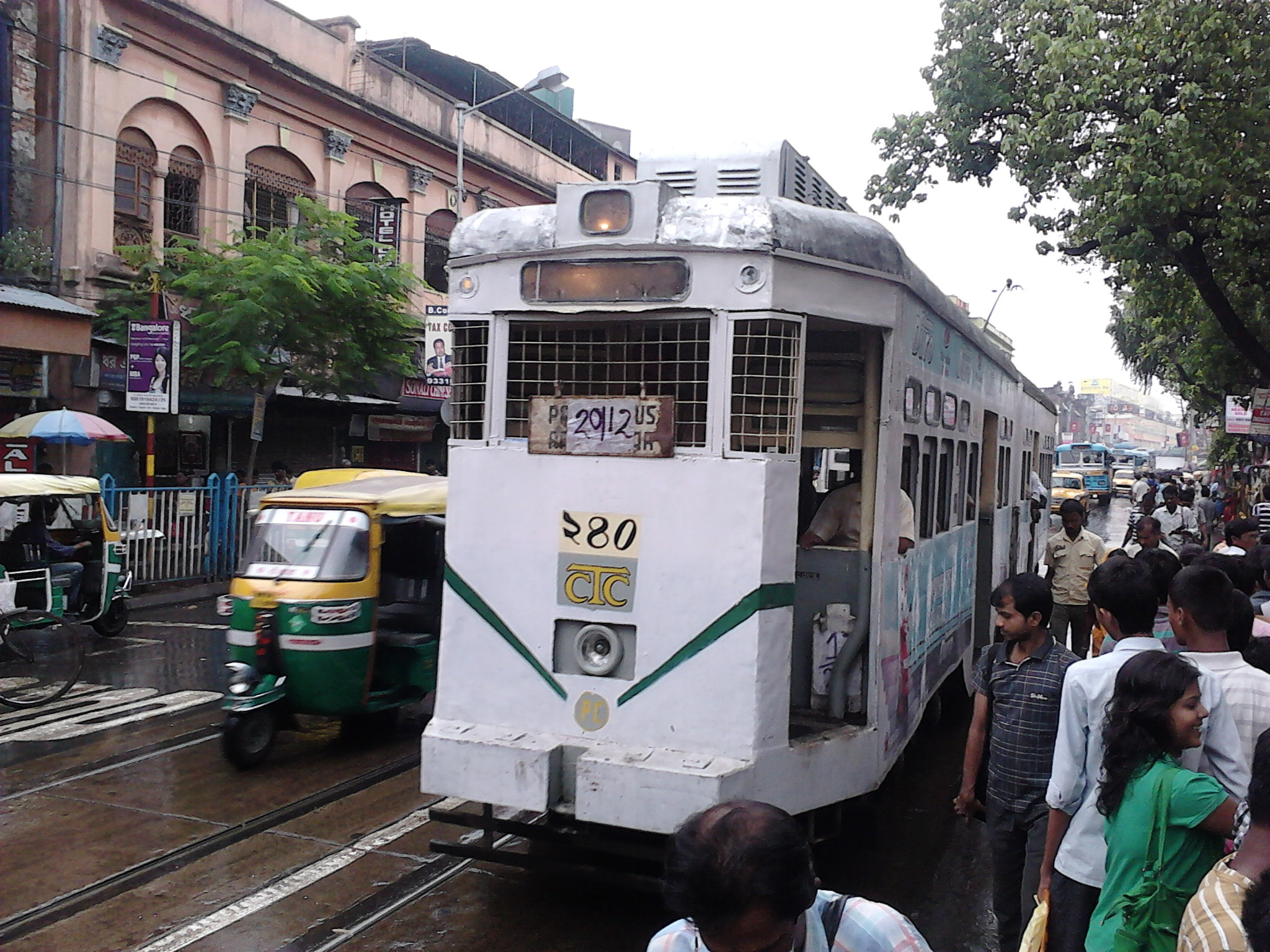
Калькуттский трамвай

Калькуттский трамвай был запущен в 1902 году. Является единственной трамвайной сетью, действующей в Индии. Она эксплуатируется Calcutta Tramways Compan. Компания владеет 257 трамваями, из которых 125 выходят на маршруты каждый день.

## Мумбаи

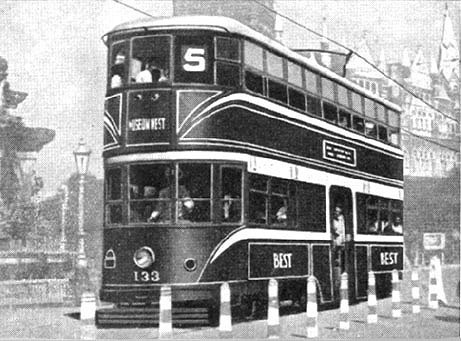
Мумбайский трамвай

Система общественного транспорта для Мумбаи (тогда Бомбей) была предложена в 1865 году американской компанией, которая подала заявку на получение лицензии на управление системой конного трамвая. Хотя она была выдана, проект так и не был реализован из-за экономической депрессии в городе.
Компания Bombay Tramway была основана в 1873 году. После подписания контракта между Bombay Tramway Company, муниципалитетом и Stearns and Kitteredge было разрешено открыть конный трамвай. 9 мая 1874 года в городе появился первый вагон, который курсировал по Колаба-Пидон через рынок Кроуфорд и Бори Бундер до Пидонии.  Первоначальная стоимость проезда составляла три анны. По мере того, как услуга становилась всё более популярной, стоимость проезда была снижена до двух анна. По сообщениям, у Stearns and Kitteredge была конюшня на 1360 лошадей.
В 1899 году компания Bombay Tramway Company обратилась в муниципалитет с просьбой ввести в эксплуатацию электрические трамваи. В 1904 году British Electric Traction Company подала заявку на получение лицензии на поставку электричества в город вместе с Brush Electrical Engineering Company своим агентом. 31 июля 1905 года она получил лицензию, подписанную Bombay Tramways Company, муниципалитетом Бомбея и Brush Electrical Company. В 1905 году была образована компания Bombay Electric Supply and Tramway Company (BEST).  BEST получила монополию на электроснабжение и обслуживание электрического трамвая в городе и купила активы Bombay Tramway Company за 9 850 000 фунтов стерлингов. Спустя два года в городе появился первый электрический трамвай. Чтобы облегчить движение в час пик, в сентябре 1920 года были введены двухэтажные трамваи. 31 марта 1964 года движение было закрыто.

## Ченнаи
Трамваи в Ченнаи (тогда Мадрас) курсировали между доками и внутренними районами, перевозя товары и пассажиров. Система была запущена 7 мая 1895 года, это самая старая система электрического трамвая в Индии. Трамваи могли перевозить тяжелые грузы и пользовались популярностью, ежедневно возя тысячи пассажиров. Маршрут проходил через Маунт-Роуд, Угол Парри, Пунамалли-Роуд и Рипон-билдинг. Трамвайная компания обанкротилась примерно в 1950 году, и система закрылась 12 апреля 1953 года.

## Канпура
В июне 1907 года трамваи были введены в Канпуре. Линия имела протяжённость 6,4 км, а подвижной состав состоял из 20 одноэтажных трамваев. Однопутная линия соединяла железнодорожную станцию с Сиршайя Гхатом на берегу Ганга. Система была закрыта 16 мая 1933 года.

## Керала
Лесной трамвай Кочина имел ширину колеи 1000 мм. Его маршрут шёл от заповедника дикой природы Парамбикулам в районе Палаккад до Чалакуди в районе Триссур. Работал с 1907 по 1963 год.

## Дели

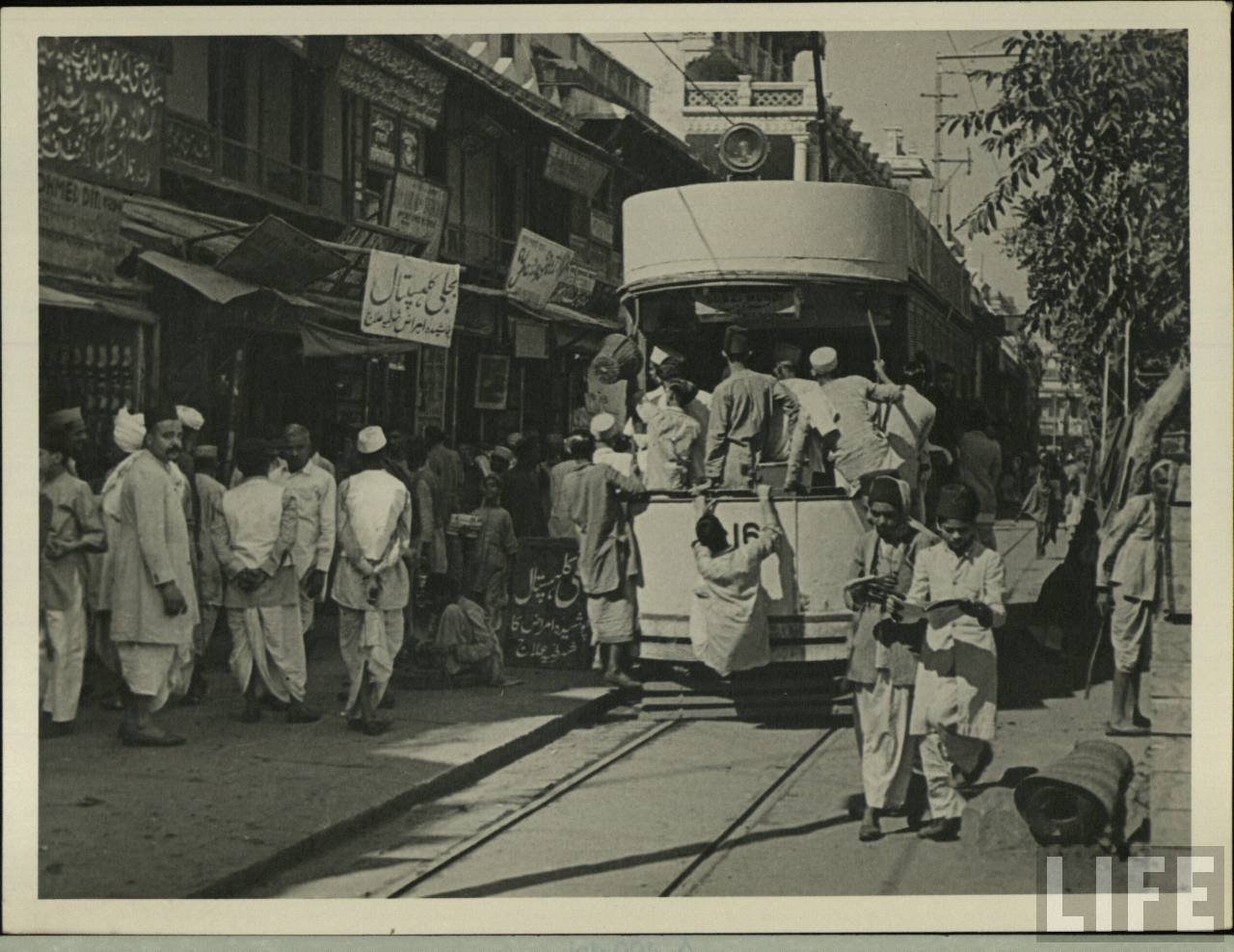
Трамвай в Дели

Трамваи в Дели начали работать 6 марта 1908 года. Пиковое количество маршрутов составляло 24 вагона. Система закрылась в 1963 году из-за пробок.

## Патна
Конка в Патне курсировала в густонаселённом районе Ашок Раджпат, от города Патна до Банкипора, его западная конечная остановка в Сабзибаге находилась напротив полицейского участка Пирбахора. Система была закрыта в 1903 году из-за низкого пассажиропотока, планы по продлению маршрута на запад так и не были реализованы.

## Бхавангара
В Бхавнагаре была система узкоколейного трамвая в ширину 762 мм. Первый участок был построен в 1926 году от Бхавнагара до юга Таладжи, а позже он был продлён до Махувы в 1938 году. Общая длина трамвайных путей составила 108,6 км. Он был закрыт в 1960 годах.